# Ben Olsen
Benjamin Robert Olsen (Harrisburg, 3 maggio 1977) è un allenatore di calcio ed ex calciatore statunitense, di ruolo centrocampista, tecnico dello Houston Dynamo.

## Statistiche da allenatore
Statistiche aggiornate al 19 agosto 2023. In grassetto le competizioni vinte.
| Stagione              | Squadra               | Campionato            | Campionato | Campionato | Campionato | Campionato | Coppe nazionali | Coppe nazionali | Coppe nazionali | Coppe nazionali | Coppe nazionali | Coppe continentali | Coppe continentali | Coppe continentali | Coppe continentali | Coppe continentali | Altre coppe | Altre coppe | Altre coppe | Altre coppe | Altre coppe | Totale | Totale | Totale | Totale | % Vittorie | Piazzamento |
| Stagione              | Squadra               | Comp                  | G          | V          | N          | P          | Comp            | G               | V               | N               | P               | Comp               | G                  | V                  | N                  | P                  | Comp        | G           | V           | N           | P           | G      | V      | N      | P      | %          | Piazzamento |
| --------------------- | --------------------- | --------------------- | ---------- | ---------- | ---------- | ---------- | --------------- | --------------- | --------------- | --------------- | --------------- | ------------------ | ------------------ | ------------------ | ------------------ | ------------------ | ----------- | ----------- | ----------- | ----------- | ----------- | ------ | ------ | ------ | ------ | ---------- | ----------- |
| ago.-ott. 2010        | D.C. United           | MLS                   | 12         | 3          | 1          | 8          | USOC            | 1               | 0               | 0               | 1               | -                  | -                  | -                  | -                  | -                  | -           | -           | -           | -           | -           | 13     | 3      | 1      | 9      | 23,08      | Sub, 12°    |
| 2011                  | D.C. United           | MLS                   | 34         | 9          | 12         | 13         | USOC            | 2               | 0               | 1               | 1               | -                  | -                  | -                  | -                  | -                  | -           | -           | -           | -           | -           | 36     | 9      | 13     | 14     | 25,00      | 13°         |
| 2012                  | D.C. United           | MLS                   | 34+4       | 17+1       | 7+2        | 10+1       | USOC            | 2               | 1               | 0               | 1               | -                  | -                  | -                  | -                  | -                  | -           | -           | -           | -           | -           | 40     | 19     | 9      | 12     | 47,50      | 3°          |
| 2013                  | D.C. United           | MLS                   | 34         | 3          | 7          | 24         | USOC            | 5               | 4               | 1               | 0               | -                  | -                  | -                  | -                  | -                  | -           | -           | -           | -           | -           | 39     | 7      | 8      | 24     | 17,95      | 19°         |
| 2014                  | D.C. United           | MLS                   | 34+2       | 17+1       | 8          | 9+1        | USOC            | 1               | 0               | 0               | 1               | CCL                | 4                  | 4                  | 0                  | 0                  | -           | -           | -           | -           | -           | 41     | 22     | 8      | 11     | 53,66      | 3°          |
| 2015                  | D.C. United           | MLS                   | 34+3       | 15+1       | 6          | 13+2       | USOC            | 2               | 1               | 0               | 1               | CCL+CCL            | 2+4                | 1+3                | 0+1                | 1+0                | -           | -           | -           | -           | -           | 45     | 21     | 7      | 17     | 46,67      | 8°          |
| 2016                  | D.C. United           | MLS                   | 34+1       | 11         | 10         | 13+1       | USOC            | 1               | 0               | 0               | 1               | CCL                | 2                  | 0                  | 1                  | 1                  | -           | -           | -           | -           | -           | 38     | 11     | 11     | 16     | 28,95      | 10°         |
| 2017                  | D.C. United           | MLS                   | 34         | 9          | 5          | 20         | USOC            | 2               | 1               | 0               | 1               | -                  | -                  | -                  | -                  | -                  | -           | -           | -           | -           | -           | 36     | 10     | 5      | 21     | 27,78      | 21°         |
| 2018                  | D.C. United           | MLS                   | 34+1       | 14         | 7+1        | 13         | USOC            | 1               | 0               | 0               | 1               | -                  | -                  | -                  | -                  | -                  | -           | -           | -           | -           | -           | 36     | 14     | 8      | 14     | 38,89      | 9°          |
| 2019                  | D.C. United           | MLS                   | 34+1       | 13         | 11+1       | 10         | USOC            | 2               | 1               | 0               | 1               | -                  | -                  | -                  | -                  | -                  | -           | -           | -           | -           | -           | 37     | 14     | 12     | 11     | 37,84      | 10°         |
| 2020                  | D.C. United           | MLS                   | 13         | 2          | 3          | 8          | -               | -               | -               | -               | -               | -                  | -                  | -                  | -                  | -                  | MisB        | 3           | 0           | 2           | 1           | 16     | 2      | 5      | 9      | 12,50      | Eson        |
| Totale D.C. United    | Totale D.C. United    | Totale D.C. United    | 331+12     | 113+3      | 77+4       | 141+5      |                 | 19              | 8               | 2               | 9               |                    | 12                 | 8                  | 2                  | 2                  |             | 3           | 0           | 2           | 1           | 377    | 132    | 87     | 158    | 35,01      |             |
| 2023                  | Houston Dynamo        | MLS                   | 34+5       | 14+2       | 9+2        | 11+1       | USOC            | 6               | 6               | 0               | 0               | -                  | -                  | -                  | -                  | -                  | LC          | 4           | 0           | 3           | 1           | 49     | 22     | 14     | 13     | 44,90      | 9°          |
| 2024                  | Houston Dynamo        | MLS                   | 34+2       | 15         | 9+2        | 10         | USOC            | 1               | 0               | 1               | 0               | CCL                | 4                  | 1                  | 1                  | 2                  | LC          | 3           | 1           | 1           | 1           | 44     | 17     | 14     | 13     | 38,64      | 8°          |
| 2025                  | Houston Dynamo        | MLS                   | 12         | 2          | 4          | 6          | USOC            | 1               | 1               | 0               | 0               | -                  | -                  | -                  | -                  | -                  | LC          | -           | -           | -           | -           | 13     | 3      | 4      | 6      | 23,08      |             |
| Totale Houston Dynamo | Totale Houston Dynamo | Totale Houston Dynamo | 80+7       | 31+2       | 22+4       | 27+1       |                 | 8               | 7               | 1               | 0               |                    | 5                  | 1                  | 1                  | 3                  |             | 7           | 1           | 4           | 2           | 106    | 42     | 32     | 32     | 39,62      |             |
| Totale carriera       | Totale carriera       | Totale carriera       | 440        | 149        | 107        | 174        |                 | 27              | 15              | 3               | 9               |                    | 17                 | 9                  | 3                  | 5                  |             | 10          | 1           | 6           | 3           | 483    | 174    | 119    | 190    | 36,02      |             |

## Palmarès

### Giocatore

#### Club

##### Competizioni nazionali
- MLS Supporters' Shield: 3

D.C. United: 1999, 2006, 2007
- Campionato MLS: 2

D.C. United: 1999, 2004
- U.S. Open Cup: 1

D.C. United: 2008

#### Competizioni internazionali
- CONCACAF Champions' Cup: 1

D.C. United: 1998
- InterAmerican Cup: 1

D.C. United: 1998

### Individuale
- U.S. Soccer Athlete of the Year: 1

Miglior giovane: 1999

### Allenatore
- Lamar Hunt U.S. Open Cup: 2

DC United: 2013
Houston Dynamo: 2023